# Дворец культуры шахтёров (Воркута)
Дворец культуры шахтёров (ДКШ) — является главным зданием на площади Мира в городе Воркута.

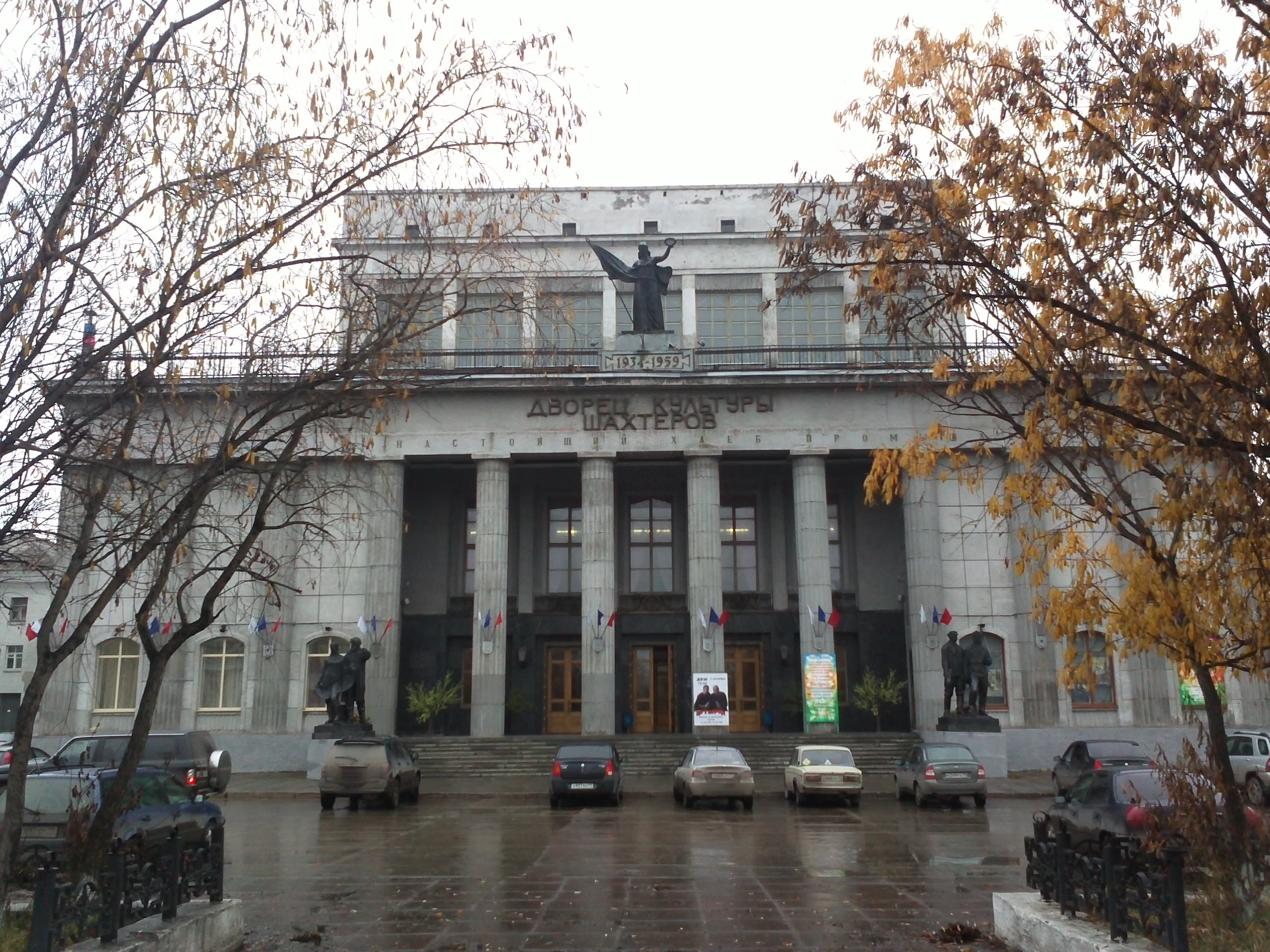
Дворец Культуры Шахтёров (фасад)

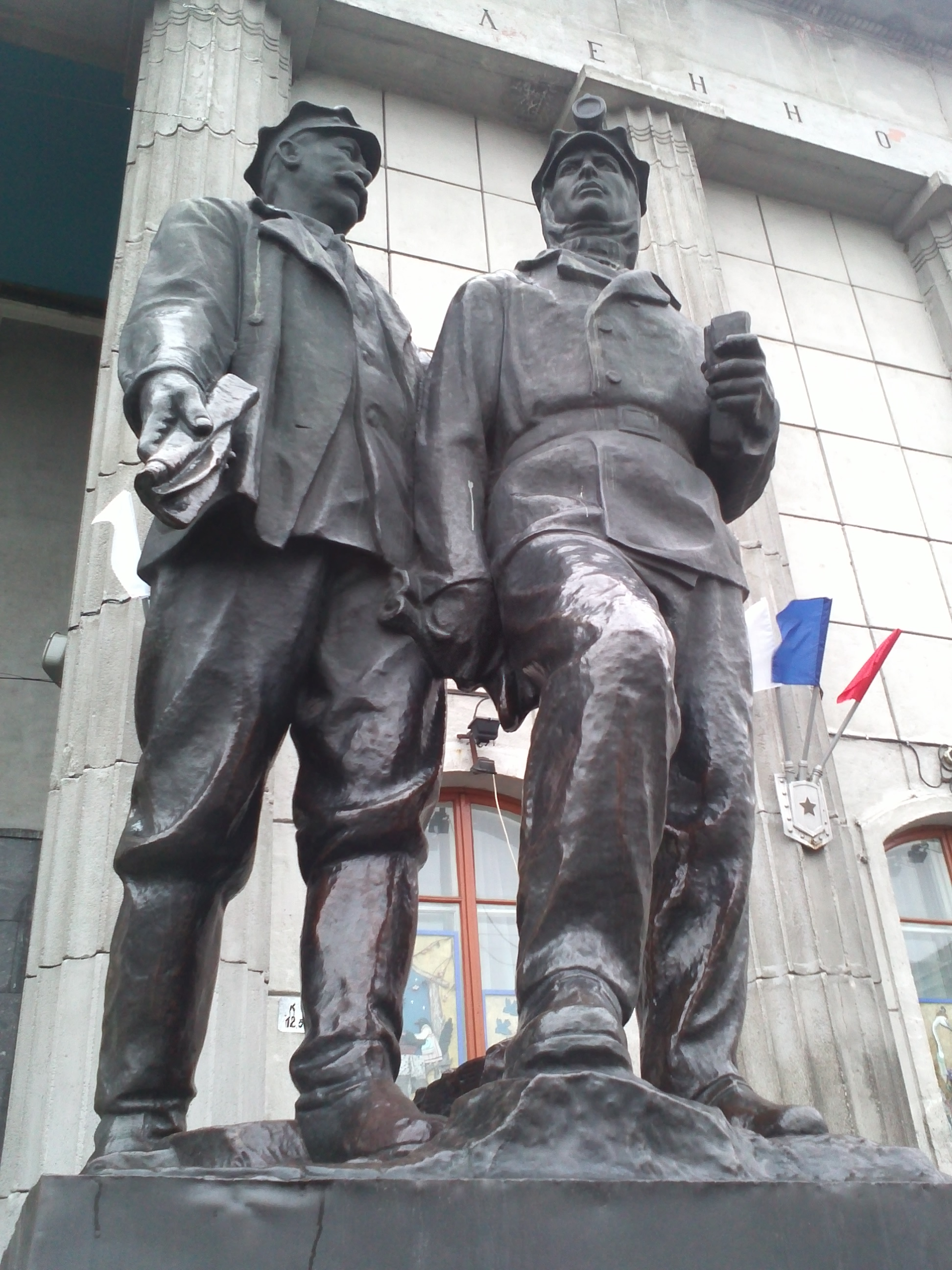
Дворец Культуры Шахтёров (правая скульптурная группа)

Первый в городе Дворец культуры шахтёров располагался в деревянном здании на Шахтной улице. Именно в нём в 1943 году, когда рабочий посёлок Воркута преобразовывался в город (официально перерождение в город состоялось на следующий 1944 год), состоялась премьера оперетты Имре Кальмана «Сильва», первого спектакля музыкально-драматического театра Воркутастроя НКВД СССР под руководством бывшего главного режиссёра Большого театра Б. А. Мордвинова. В 1958 году здание сгорело и вместо него было решено построить новое каменное.
В 1959 году по проекту архитектора В. Н. Лунёва и конструктора С. А. Лубана был возведён новый монументальный Дворец культуры шахтёров и строителей. Ныне он называется ДКШ — Дворец культуры шахтёров.
Здание облицовано гранитом и мрамором, украшено дорическими колоннами. По сторонам от входа и на крыше над входом установлены скульптурные группы, олицетворяющие шахтёров, строителей и геологов — первооткрывателей Печорского угольного бассейна. Скульптуры выполнены из металла, полые внутри. Полагают, что в одной из фигур угадывается Сталин в одежде горняка.
Здание включено в Краткую художественную энциклопедию «Искусство стран и народов мира». Дворец культуры, в состав которого входит театральный комплекс со зрительным залом на 500 мест, придает всей площади значение общественно-культурного центра. Перед дворцом разбит зелёный сквер, украшением которого является большой мраморный фонтан.
Особенность дворцу придает полноразмерный спортивный зал с трибунами, расположенный прямо над центральным входом, непосредственно под крышей, что совершенно нетипично для подобного рода построек. По состоянию на 2017 года на базе этого спортзала функционировал центр волейбола.